# Кобо, Карлос Муньос
Карлос Антонио Муньос Кобо (исп. Carlos Antonio Muñoz Cobo род. 25 августа 1961, Убеда, Андалусия) — испанский футболист, игрок сборной Испании.

## Карьера
В 1983 году Карлос подписал контракт с ФК «Барселона» и в дальнейшем выступал почти исключительно за резервную команду клуба - правда, он участвовал в Копа де ла Лига в составе первой команды - а также был последовательно отдан в аренду в «Эльче», «Эркулес» и «Реал Мурсия», все в Ла Лиге. 
За сборную Испании Карлос сыграл шесть раз, забив столько же голов за один год. Его первый выход на поле состоялся 12 сентября 1990 года в товарищеском матче с Бразилией в Хихоне, и он забил через десять минут после выхода на поле.
После его звездного сезона в «Овьедо», Карлос был не включен боссом сборной Хавьером Клементе в состав национальной команды на чемпионат мира по футболу 1994 года, хотя он стал лучшим бомбардиром среди испанцев в Примере в том сезоне.